# Árabes israelenses
Os árabes israelenses (português brasileiro) ou árabes israelitas  (português europeu) (conhecidos também como israelenses/israelitas árabes ou, oficialmente, como cidadãos árabes de Israel são os árabes ou povos falantes do árabe que possuem a nacionalidade israelense e que não são judeus.
Os cidadãos árabes compõem cerca de 20% da população de Israel. A maioria identifica-se como palestina, em termos de nacionalidade, e israelense em termos de cidadania. Existem pesquisas que indicam que a maioria absoluta dos árabes israelenses preferiria continuar como cidadãos do Estado de Israel a se tornar cidadãos de um futuro Estado palestino. Muitos cidadãos árabes possuem laços, incluindo familiares, com palestinos vivendo na Cisjordânia, Faixa de Gaza, Jordânia, Síria e Líbano. Existe também cada vez uma ênfase maior à cidadania israelense entre os beduínos do Negev, e os drusos; estes, por exemplo, já participam do serviço militar, compulsório a todos os cidadãos israelenses de origem judaica. bem como um pequeno contingente de beduínos.
Alguns casos especiais são os árabes que vivem em Jerusalém Oriental e nas Colinas de Golã, ocupadas e administradas por Israel desde a Guerra dos Seis Dias, de 1967. Os residentes de Jerusalém Oriental tornaram-se residentes permanentes de Israel pouco depois da guerra; embora possuam carteiras de identidade israelenses, apenas alguns fizeram o requerimento da cidadania do país, ao qual têm o direito, e a maioria deles ainda mantém lanços com a Cisjordânia. No entanto, como residentes permanentes, podem votar nas eleições municipais de Jerusalém - embora apenas uma pequena porcentagem o faça. A maioria dos residentes das Colinas de Golã é composta por drusos, que são considerados residentes permanentes sob a Lei das Colinas de Golã, de 1981; poucos deles, no entanto, aceitaram a cidadania israelense, e a imensa maioria deles ainda se considera cidadãos da Síria.

## Terminologia
Entre os termos usados para se referir aos cidadãos árabes de Israel na mídia e no vocabulário cultural árabe estão "os árabes de '48", "os palestinos de '48", ou "os árabes de dentro" (عرب الداخل). Estes termos não incluem a população de Jerusalém Oriental ou os drusos das Colinas de Golã, já que estes territórios são considerados como áreas ocupadas ilegalmente por Israel desde 1967. Muitos cidadãos árabes de Israel preferem simplesmente se descrever como "palestinos em Israel" ou "cidadãos palestinos de Israel".
"Árabes de Israel", "árabes israelenses", "israelenses árabes", "população árabe de Israel", "habitantes árabes" ou "o setor árabe" são termos usados pelas autoridades governamentais, pela população judaica de Israel e pela mídia que utiliza o hebraico em Israel para se referir aos árabes que são cidadãos e/ou residentes do Estado de Israel.
O Escritório Central de Estatísticas de Israel, inclui os residentes árabes permanentes de Israel que não possuem, no entanto, nacionalidade israelense, nos números de seu censo; como resultado, calcula-se o número de árabes em Israel como sendo de 1.413.300 pessoas, ou 19,7% da população do país (2006). Estes números incluem os 250 mil árabes de Jerusalém Oriental e os cerca de 19 mil drusos das Colinas de Golã.
Geralmente os judeus que emigraram ou foram expulsos de seus lares históricos ao longo do mundo árabe logo após a fundação de Israel, em 1948, bem como seus descendentes nascidos em Israel (conhecidos como sabra) não se identificam como árabes, embora tanto eles como seus ancestrais fossem judeus que tradicionalmente falavam o árabe e uma minoria de judeus mizrahim que até hoje são identificados como árabes judeus. De acordo com a dicotomia demográfica oficial entre "árabes" e "judeus", judeus de todas as origens são contados oficial e coletivamente, sem qualquer distinção, como "judeus", enquanto pessoas de herança cultural e/ou linguística árabe de qualquer fé que não seja o judaísmo são contados como "árabes".

## História

### Guerra árabe-israelense de 1948
A maioria dos israelenses se refere à guerra árabe-israelense de 1948 como "Guerra de Independência", enquanto a maior parte dos cidadãos de origem árabe o chamam de Nakba ("catástrofe"), numa clara indicação das diferenças de percepção das duas comunidades a respeito dos propósitos e resultados da guerra.
Na sequência do conflito, o Mandato Britânico da Palestina foi dividido de facto em três partes diferentes: o Estado de Israel, a Cisjordânia, controlada pela Jordânia (antiga Transjordânia) e a Faixa de Gaza, controlada pelo Egito. Dos cerca de 950.000 árabes que, estima-se, viviam no território que se tornou Israel depois da guerra, a maioria fugiu ou foi expulsa; cerca de 156.000 ficaram, e são estes indivíduos e seus descendentes que compõem a maior parte da população árabe de Israel. Existem também habitantes de Gaza e da Cisjordânia que requisitaram a cidadania israelense, através das medidas de unificações de famílias - um processo cujos critérios foram tornados mais rígidos recentemente.
Árabes que abandonaram suas casas durante o período de conflito armado, porém permaneceram em território que veio a se tornar o Estado de Israel, foram considerados "ausentes presentes" e, em muitos casos, foi-lhes recusada a permissão para retornar às suas casas, que foram expropriadas e passaram para a propriedade do Estado, assim como a propriedade de outros refugiados palestinos. Cerca de 274.000, ou um em cada quatro cidadãos árabes de Israel, são "ausentes presentes", ou "palestinos desalojados internamente. Entre casos notáveis de "ausentes presentes" estão os residentes de Saffuriyya e as vilas de Kafr Bir'im e Iqrit, na Galileia. Os esforços judiciais dos residentes de Kafr Bir'im e Iqrit para retornar a seus lares, ainda continuam no início do século XXI.
Os árabes israelenses costumam realizar marchas separadas no Dia da Independência de Israel (Yom Ha'atzmaut), celebrando em seu lugar o "Dia da Catástrofe" (Nakba). Em Israel, o dia de independência é realizado no dia 5 de Iyar, de acordo com o calendário hebreu - o que significa que cai em datas diferentes do calendário gregoriano. Os cidadãos árabes de Israel geralmente celebram o al-Nakba tanto neste dia quanto no dia 15 de maio, como o fazem outros palestinos. Soldados drusos, no entanto, estiveram presentes na primeira Parada do Dia de Independência realizada no país, em 1949, e desde então foram realizadas paradas especiais para os drusos e os circassianos, bem como eventos especiais para os beduínos no Dia da Independência.

### Lei marcial (1949-1966)

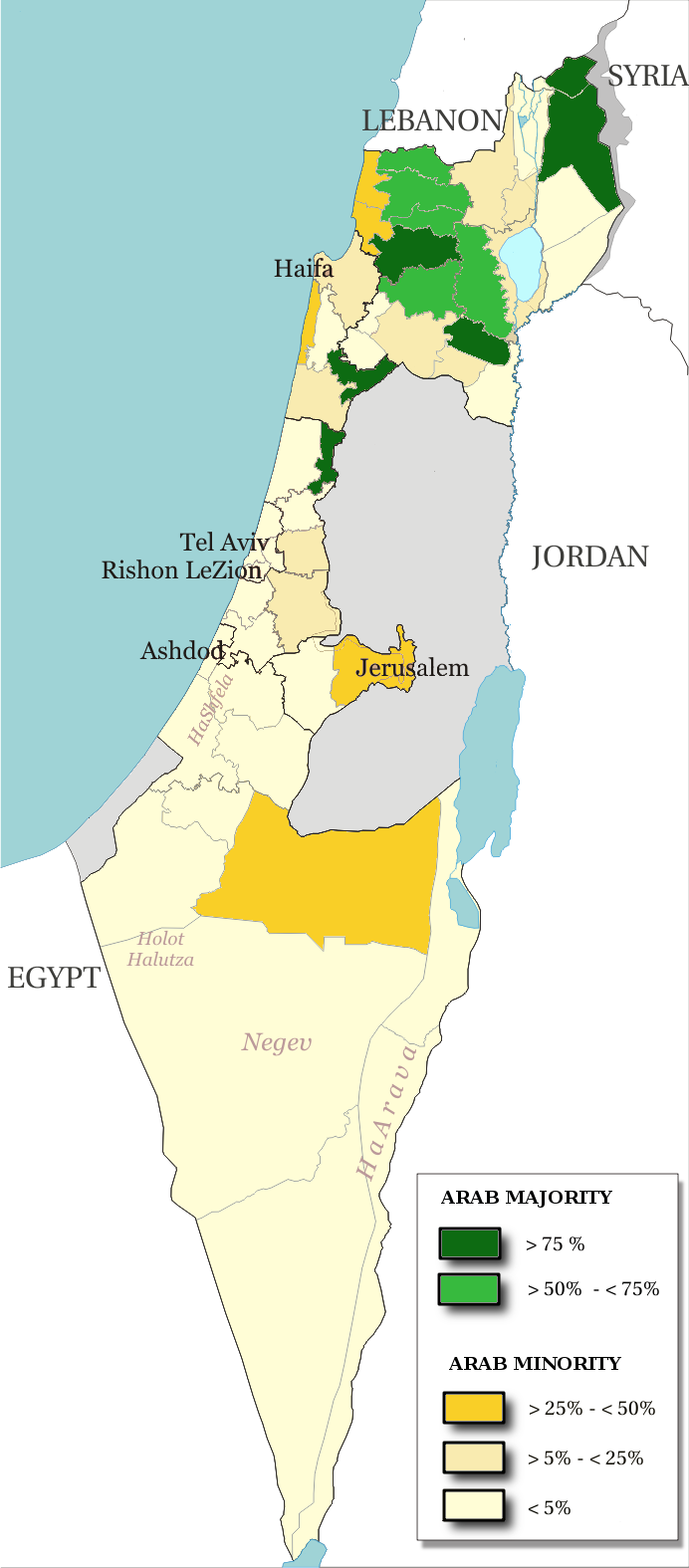
População árabe em Israel.

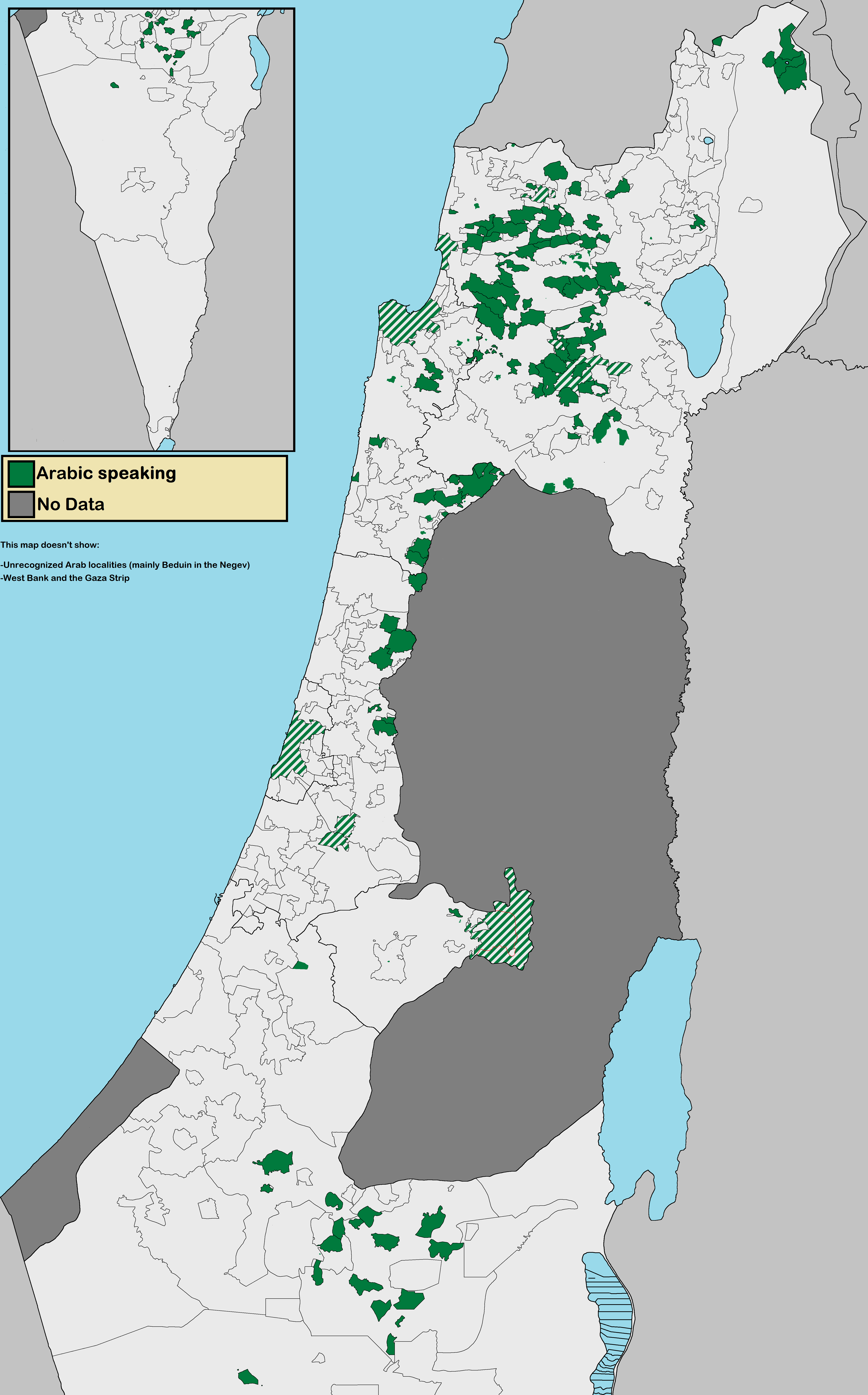
Localidades falantes do árabe em Israel.

Embora a maior parte dos árabes que permaneceu dentro do território que se tornou Israel recebeu a cidadania, a partir de 1949 esta população ficou sujeita a diversas medidas de controle que equivaliam na prática a uma lei marcial. Entre estas medidas estava a necessidade de permissão do governador militar para viagens superiores a uma determinada distância da cidade de residência, o uso de toques de recolher, detenções administrativas e até mesmo expulsões. A lei marcial deixou de ser imposta sobre a população árabe das cidades predominantemente judaicas poucos anos depois, porém permaneceu em vigor nas áreas de população majoritariamente árabe até 1966.
Diversas medidas legais que entraram em efeito durante este período facilitaram a transferência de terra abandonada pelos árabes para a propriedade do Estado; entra elas estava a 'Lei de Propriedade dos Ausentes', de 1950, que permitia ao governo assumir o controle de terras cujos proprietários tenham migrado para outros países, e a 'Lei de Aquisição de Terras' de 1953, que autorizava o Ministério das Finanças a transferir o controle de terras expropriadas para o Estado. Outros expedientes legais incluíram o uso de regulamentações de emergência, que declararam terras pertencentes aos cidadãos árabes como zonas militares fechadas ao público, e o uso de legislação do antigo Império Otomano a respeito de terras abandonadas.
Em 1965 foi feita uma tentativa inicial de se montar uma lista de candidatos árabes independentes para o Knesset (o parlamento de Israel), com um grupo radical, al-Ard, apresentando a Lista Árabe Unida. A lista foi, no entanto, banida pelo Comitê Eleitoral Central Israelense.
A partir do ano seguinte, com a revogação completa da lei marcial e o desmantelamento da maior parte da legislação discriminatória, os cidadãos árabes passaram a receber - na teoria, embora nem sempre na prática - os mesmos direitos dos cidadãos judeus.

### 1967-2000
A Guerra dos Seis Dias marcou um ponto dramático nas vidas dos cidadãos árabes de Israel; pela primeira vez desde a fundação do país os cidadãos árabes passaram a ter contato com os palestinos da Cisjordânia e da Faixa de Gaza. Isto, juntamente com o fim do regime militar, levou a um crescimento no ativismo entre os cidadãos árabes.
Em 1974, um comitê de presidentes de assembleias municipais e prefeitos árabes foi criado, e veio a desempenhar um papel importante na representação da comunidade e em levar suas reivindicações ao governo israelense. No ano seguinte deu-se a formação do Comitê para a Defesa da Terra, que visava a evitar futuras expropriações de terra. Naquele mesmo ano, um acontecimento político revolucionário ocorreu, com a eleição do poeta árabe Tawfiq Ziad, um membro do partido Maki, a prefeito de Nazaré, acompanhado por uma forte presença comunista da assembleia municipal da cidade. Em 1976 seis árabes israelenses foram mortos por forças de segurança israelenses, durante um protesto contra expropriações de terra e demolições de casas. A data do protesto, 30 de março, é celebrada desde então como o Dia da Terra.
A década de 1980 viu o nascimento do Movimento Islâmico; como parte de uma tendência maior, que se alastrou por todo o mundo árabe, o Movimento Islâmico enfatizava a passagem do islã para o campo da política. O movimento construiu escolas, forneceu diversos outros serviços sociais, construiu mesquitas e encorajou tanto a prática da oração quanto o uso de vestimentas conservadoras islâmicas. O Movimento Islâmico passou a ter um impacto considerável nas eleições, particularmente a nível local.
Muitos cidadãos árabes apoiaram ativamente a Primeira Intifada, e ajudaram os palestinos na Cisjordânia e em Gaza com dinheiro, comida e roupas. Diversas greves também foram realizadas pelos árabes israelenses, em solidariedade aos palestinos dos territórios ocupados.
Os anos que cercaram o Processo de Paz de Oslo foram um período de otimismo para os cidadãos árabes de Israel; durante o governo de Yitzhak Rabin os partidos árabes desempenharam um papel importante na formação de uma coalizão de governo, pela primeira vez na história. Uma maior participação dos cidadãos árabes também passou a ser vista a nível civil, na sociedade israelense; as tensões, no entanto, continuaram, com muitos árabes exigindo que Israel se tornasse um "Estado para todos os seus cidadãos", desafiando assim a identidade judaica do Estado de Israel. Durante as eleições de 1999 para primeiro-ministro, 94% dos eleitores árabes votaram para o partido de Ehud Barak, em parte devido à esperança de que um partido árabe seria incluído no acordo de coalizão a ser estabelecido pelo governo de Barak, como forma de continuar o que havia sido iniciado com Rabin. No entanto, Barak optou por formar um governo de coalização ampla (esquerda-direita-centro), sem consultar os partidos árabes - uma decisão que desapontou profundamente a comunidade árabe do país.

### 2000-presente
As tensões entre os árabes e o governo chegaram a um ponto de ebulição em outubro de 2000, quando doze árabes israelenses e um homem de Gaza foram mortos enquanto protestavam contra a reação do governo à Segunda Intifada. Em resposta a estes eventos, o governo estabeleceu a Comissão Or, para investigar as causas dos protestos e das respostas policiais a eles. Os eventos daquele mês significaram um ponto crucial na consciência da comunidade árabe de Israel, e levou muitos a questionarem a natureza de sua cidadania; diversos árabes optaram por boicotar a eleições israelenses de 2001 como maneira de protestar. Além disso, o alistamento de cidadãos beduínos nas Forças de Defesa de Israel foram dramaticamente reduzidos.
Durante a Guerra do Líbano de 2006, as tensões voltaram a se revelar. Diversas organizações jurídicas árabes alegaram que o governo israelense havia investido uma quantia significante de recursos e energia com a proteção dos cidadãos judeus dos ataques do Hizbollah, porém havia negligenciado os seus cidadãos árabes, indicando a carência de abrigos antibomba nas cidades e vilas árabes, e uma falta de informações básica sobre emergências em árabe, apontando também o preconceito e até mesmo a incitação pública e política contra os israelenses de origem árabe. Grandes parcelas da população judaica de Israel viam a oposição da população árabe às políticas governamentais e a sua simpatia com os libaneses como um sinal de falta de lealdade.
No mesmo ano, em outubro, as tensões entre as comunidades árabe e judaica foram ainda mais inflamadas, quando o primeiro-ministro Ehud Olmert decidiu incluir o partido político de direita Yisrael Beitenu em sua coalizão de governo. O líder do partido, Avigdor Lieberman, advoga a transferência de áreas densamente povoadas por árabes (como Umm al-Fahm, centro do Partido Islâmico) para o território da Autoridade Palestina, como parte das negociações de paz.
Em janeiro de 2007 Raleb Majadele tornou-se o primeiro ministro sem pasta árabe não-druso da história de Israel (Salah Tarif já havia sido ministro sem pasta em 2001). A indicação recebeu críticas de integrantes do Knesset - tanto dos membros de partidos de esquerda, que acreditavam ser uma tentativa de encobrir a decisão do Partido Trabalhista de aceitar o Yisrael Beitenu no governo, como dos partidos de direita, que acreditavam que a decisão ameaçava o status de Israel como um Estado judaico.

## Grupos étnicos e religiosos
Em 2006 o número oficial de habitantes árabes de Israel - incluindo os residentes permanentes de Jerusalém Oriental, muitos dos quais não são cidadãos israelenses - era de 1.413.500 pessoas, cerca de 20% da população do país. De acordo com o Escritório Central de Estatísticas de Israel (maio de 2003) muçulmanos, inclusive beduínos, compõem 82% de toda a população árabe de Israel; 9% são drusos e 9% cristãos.
A língua nacional e primeiro idioma dos árabes israelenses, incluindo os drusos, é o árabe, coloquialmente falado em seu dialeto palestino. O conhecimento e domínio do árabe padrão moderno varia.

### Muçulmanos
Sem se levar em conta a população beduína, as comunidades tradicionalmente compostas por árabes muçulmanos forma cerca de 70% da população árabe israelense.
Os muçulmanos em Israel têm a mais alta taxa de fertilidade de todos os grupos do país: 4 filhos por mulher, em contraste a 2,7 entre os israelenses judeus - uma taxa de reprodução natural de 3%, comparada com 1,5%. Cerca de 25% das crianças de Israel hoje em dia são filhos de pais muçulmanos. A população islâmica é majoritariamente jovem: cerca de 42% dos muçulmanos são crianças abaixo dos 15 anos de idade, comparados a 26% entre a população judaica. A idade média dos israelenses muçulmanos é 18 anos, enquanto a idade média dos judeus israelenses é 30. A porcentagem de pessoas acima de 65 anos de idade é menos de 3% entre os muçulmanos, comparado com 12% da população judaica. De acordo com as previsões, a população islâmica ultrapassará a marca de dois milhões de habitantes, ou cerca de um quarto da população israelense, dentro dos próximos 15 anos. Os muçulmanos serão 85% da população árabe de Israel em 2020 (3% a mais que 2005).

## Partidos políticos árabes
Os principais partidos políticos da minoria árabe que tem cidadania reconhecida no Estado de Israel são o Hadash, o Balad e a Lista Árabe Unida (também conhecida como Ra'am), que é uma coligação que reúne beduínos (antes organizados no Partido Nacional Democrata Árabe) e o Movimento Islâmico em Israel, e que, em 2013, participou das eleições coligada com o Ta'al.
Em 2013, 13 dos 120 membros do Knesset eram de origem árabe e um dos juízes da Suprema Corte de Israel era o árabe-palestino Salim Joubran.
Em 2006, alguns parlamentares árabes foram objeto de investigação criminal em decorrência uma viagem realizada à Síria.
Em 2010, alguns parlamentares árabes visitaram a Líbia e foram recebidos por Muammar al-Gaddafi, que aproveitou a ocasião para defender a Solução de Um Estado.
Em outubro de 2002, a Associação Árabe por Direitos Humanos publicou um Relatório sobre "Violações de Diretos Políticos dos Partidos Políticos Árabes no Estado de Israel".